# SimCity
SimCity je série počítačových a konzolových her. Jedná se o budovatelskou strategii, původně navrženou vývojářem Willem Wrightem a vydanou společností Maxis (nynější divizí Electronic Arts). První SimCity vyšlo v roce 1989 a jeho vývoj pokračuje dodnes.
Hra vznikla jako hra pro jednoho hráče, novější verze umožňují sdílet regionální mapy a města s ostatními hráči, což umožňuje hráčům spolupracovat.

## Úkol
Úkolem hráče (starosty) je založit a rozvíjet město při zachování spokojenosti jeho obyvatel a vyrovnaného rozpočtu.
Hráč ve městě určí zóny (rezidenční, komerční, industriální), z nich každá má omezení pouze na druh rozvoje, pro který je určena. Vybere také jednu ze tří různých hustot zástavby: nízká hustota pro malé budovy, střední hustota pro malé a středně velké budovy a vysoká hustota na cokoliv až po velké výškové budovy. V některých verzích má hráč také možnost modelovat terén, na kterém město staví.
Jak město zraje, může hráč dostat různé speciální stavby (např. dům starosty nebo budovu soudu), v závislosti na tom, jak rozvinuté jeho město je.
Hráč musí poskytnout služby všem obyvatelům svého města, jako například zdraví, vzdělání, bezpečnost, rekreaci. Tyto přicházejí v podobě různých budov, kde každá budova vytváří kruhový „rozsah“ služeb. Nedostatečné financování těchto služeb může vést ke stávkám.
Město také musí poskytovat základní vybavení – elektřinu, vodu, nakládání s odpadem a samozřejmě dopravní infrastrukturu.
Také se může stát, ale je to v moci hráče, že nastane nějaká katastrofa (např. zemětřesení nebo hurikán). Lze pak pozorovat, jak si s nimi bezpečnostní složky města poradí.

## Série pro PC

### SimCity
SimCity bylo vydáno v roce 1989 jako první hra ze série SimCity.

### SimCity 2000
SimCity 2000 bylo vydáno v roce 1993.

### SimCity 3000
SimCity 3000 bylo vydáno v roce 1999.

### SimCity 4
SimCity 4 bylo vydáno v roce 2003.

### SimCity Societies
SimCity Societies vyšlo v roce 2007 a bylo plně 3D. Nabízelo zejména rozvinutou spolupráci mezi hráči pomocí internetu.

### SimCity Social
SimCity Social je zaniklá online společenská hra na sociální síti Facebook vydaná roku 2012.

### SimCity
SimCity, také nazývané SimCity 5 či SimCity 2013, bylo vydáno v březnu roku 2013.

## Série pro konzole

### SimCity SNES
Hra je vlastně port hry SimCity na SNES.

### SimCity 64
Hra byla vydána roku 2000 pouze pro Japonsko.

### SimCity Creator
Hra byla vydána pro konzoli Wii a DS. Datum vydání je září 2008.

## Přenosné a Online verze

### SimCity DS
Hra byla vydána roku 2007.

### SimCity iPhone
Hra byla vydána roku 2008. Byla ale neúplná, proto byla hra odstraněna.

### SimCity Deluxe a SimCity Deluxe HD
SimCity Deluxe byl uveden na trh v červenci 2010 pro iPhone a Android . Jedná se o vylepšený SimCity 3000 s budovami SimCity 4. Má vylepšenou grafiku a vylepšené rozhraní oproti dřívější verzi SimCity pro iPhone . Dne 29. července 2010 debutovala hra v App Store pro iPhone, iPod Touch a SimCity Deluxe HD pro iPad. Verze je značně podobná verzi pro stolní počítače, stále však postrádá několik klíčových funkcí, které jsou u stolní verze vidět, jako je režim God a My Sim. Tato verze již není k dispozici v obchodě Apple iTunes a App Store.

#### SimCity Deluxe proBlackberryPlaybook
Tato verze SimCity 4 pro Playbook byla vydána 10. října 2011. Toto je stejná hra původně vydaná pro iPad, známý jako SimCity Deluxe HD.

### SimCity Classic
SimCity Classic je online verze prvního SimCity založená na prohlížeči. Byla založena v roce 2008 společností Maxis.

### SimCity BuildIt
Je to remake hry SimCity 5 na iOS a Android.